# À l'ombre des derricks
À l'ombre des derricks est la trente-deuxième histoire de la série Lucky Luke par Morris (dessin) et René Goscinny (scénario). Elle est publiée pour la première fois du no 1161 au no 1182 du journal Spirou, puis en album en 1962.

## Résumé
En 1859, le colonel Edwin Drake découvre du pétrole à Titusville en Pennsylvanie. On assiste alors à une ruée sans précédent vers la petite ville, chacun voulant sa part de pétrole pour devenir riche. 
Craignant des débordements, le maire de Titusville envoie un télégramme à Lucky Luke lui demandant de l'aide et lui proposant — s'il accepte — d'être nommé shérif. Après quelques hésitations, le cow-boy finit par accepter, au grand dam de Jolly Jumper.
Arrivé à Titusville, Lucky Luke trouve la petite cité en plein chaos. Même le maire est parti forer. Dès le premier jour, Luke est menacé par un dénommé Bingle — homme de main d'un certain Barry Blunt — qui ne veut pas de loi à Titusville. Mais Bingle ne fait pas le poids face à Luke qui l'arrête sur le champ. Blunt ne tarde pas à arriver à son tour. C'est le personnage qui fait la pluie et le beau temps à Titusville et dont le but avoué est de s'emparer de la ville et de tous les champs de pétrole avoisinants. Il commence par payer la caution de Bingle. Mais contre toute attente, ce dernier ne veut plus sortir de prison, parce qu'il a découvert du pétrole dans sa cellule. Pour Blunt, désormais, Bingle ne fait plus partie de la bande.
Au cours des semaines qui suivent, Barry Blunt et ses hommes parviennent, par la terreur et la violence, à s'emparer de tous les puits de pétrole, sauf de celui du colonel Drake qui résiste aux pressions et aux menaces. Lucky Luke, qui a besoin d'aide pour neutraliser les bandits, s'allie avec lui. 
Il organise un plan avec Bingle (qui veut toujours réintégrer sa cellule). Ce dernier provoque Blunt, qui, agacé, finit par le frapper : c'est le prétexte qu'attendait Luke pour le mettre en prison. Mais le juge refuse de le juger et démissionne. Le colonel Drake est alors élu juge et condamne Blunt à vingt ans de prison. Ses hommes profitent alors de la nuit pour incendier les puits de pétrole et le faire évader. 
Cependant, par décision du tribunal, les puits de pétrole sont restitués à leurs légitimes propriétaires, qui réussissent à éteindre l'incendie. Blunt, lui, se cache à Titusville déguisé en vieillard et se fait employer par Drake, cherchant l'occasion de se venger de Lucky Luke. Il tire sur le cow-boy, mais celui-ci réussit à le neutraliser.

## Personnages
- Lucky Luke : shérif de Titusville.
- Le colonel Edwin Drake : découvre le premier puits de pétrole à Titusville.
- Billy Smith : adjoint du précédent. Aurait auparavant foré des puits d'eau salée.
- Bingle : ancien adjoint de Barry Blunt. Il veut retourner en prison parce qu'il a trouvé du pétrole dans sa cellule pendant qu'il y séjournait.
- Barry Blunt : ancien avocat venu du Texas. Il veut s'approprier tout le pétrole de Titusville mais de façon légale. Il trouve un adversaire fort coriace en Lucky Luke. Pour ce personnage haut en couleur, Morris a caricaturé son ami et collègue Victor Hubinon, le dessinateur de Buck Danny dans le journal Spirou et de Barbe-Rouge dans le journal Pilote.[réf. souhaitée]
- Jigs : adjoint de Lucky Luke. Déteste le pétrole.
- Jasper : propriétaire d'un puits de pétrole à Titusville. Barry Blunt veut le lui racheter pour 1 $. Il refuse mais son puits est incendié peu après.
- Robert E. Glouton : juge de Titusville. Il démissionne lorsqu'il doit juger Barry Blunt.

## Publication

### Revues
L'histoire est parue dans le journal Spirou, du no 1161 (14 juillet 1960) au no 1182 (8 décembre 1960).

### Album
Éditions Dupuis, no 18, 1962

## Adaptation
Cette histoire a été adaptée dans la série animée Lucky Luke, diffusée pour la première fois en 1984. Bingle est réapparu courtement dans l'épisode La Diligence.

## Sources
- www.bedetheque.com, « Lucky Luke » (consulté le 7 août 2008)
- www.lucky-luke.com, « Lucky Luke » (consulté le 7 août 2008)
- www.bdoubliees.com, « Parutions dans le journal de Spirou » (consulté le 7 août 2008)